# John Clarke
John Clarke (Cambridge, 10 de fevereiro de 1942) é um físico britânico e um professor de física experimental na Universidade da Califórnia em Berkeley.
Contribuiu significativamente em supercondutividade. Recebeu a Medalha Hughes. É fellow da Royal Society.

## Educação
John Clarke obteve o BA, MA e Ph.D. em física pela Universidade de Cambridge.

## Prêmios
- Medalha Hughes (2004)
- Bolsista Guggenheim (1977-1978)
- Alfred P. Sloan Foundation Fellowship (1970-1972)